# آلفرد آیزنشتت
آلفرد آیزنشتت (آلمانی: Alfred Eisenstaedt؛ ‏ زاده ۶ دسامبر ۱۸۹۸ – درگذشته ۲۴ اوت ۱۹۹۵) عکاس آلمانی‌الاصل اهل ایالات متحده آمریکا بود. وی عکاس روز پیروزی در میدان تایمز است.